# 박재홍 (아나운서)
박재홍(1976년 8월 31일 ~ )은 대한민국의 CBS 아나운서이다.

## 학력
- 고려대학교 정치외교학 학사
- 하버드대학교 대학원 행정학 석사

## 방송
- 《CBS TV뉴스》
- 《CBS 퀴즈! 서바이블》
- 《CBS 8585 퀴즈쇼》
- 《CBS 퀴즈! 서바이블》
- 《新 사도행전》

## 라디오
- CBS라디오 《시사자키 오늘과 내일》
- CBS라디오 《굿뉴스투데이》
- CBS라디오 《파워스포츠》
- CBS라디오 《크리스천저널》
- CBS라디오 《저녁종합뉴스》
- CBS라디오 《8585 퀴즈쇼》
- 내 마음의 한 노래
- 이명희, 박재홍의 싱싱싱
- 박재홍의 뉴스쇼
- CBS라디오 《굿모닝뉴스 박재홍입니다》
- CBS라디오 《한판승부》

## 수상
- 2009년 한국아나운서대상 케이블부문 TV진행상
- 2016년 제43회 한국방송대상 아나운서상